# Lista de arbustos
As plantas aqui listadas são de pequeno e médio porte, com exemplares a serem utilizados isolados ou em conjuntos, formando touceiras ou bordaduras. As menores têm aproximadamente 15 cm e as maiores podem chegar a 3 m. Estão divididas unicamente conforme aspecto, ou seja, de acordo com o efeito visual que se deseja obter.
- Agaves
  - Agave americana, Agave
  - Agave attenuata, Agave dragão
  - Sansevieria trifasciata, Espada
  - Tradescantia spathacea, Abacaxi roxo

- Arbustos lenhosos
  - Calliandra twedii, Esponjinha vermelha
  - Clusia fluminensis, Mangue branco
  - Hibiscus rosa-sinensis, Hibisco
  - Ixora chinensis, Ixora
  - Ixora coccinea, Ixora
  - Nerium oleander, Espirradeira
  - Plumbago capensis, Bela emília
  - Polyscias guilfoylei, Árvore da felicidade
  - Rhododendron simsii, Azaléa
  - Sanchezia nobilis, Independência
  - Turnera ulmifolia, Flor do Guarujá
  - Schefflera actinophylla, Cheflera
  - Stifftia chrysanthea, Diadema

- Bambuzinhos
  - Bambusa gracilis, Bambu de jardim

- Dracenas, paus d'água
  - Cordyline terminallis, Dracena vermelha
  - Cyperus papyrus, Papiro
  - Dracaena deremensis, Dracena
  - Dracaena fragrans, Pau d'água
  - Pleomele reflexa, Pau d'água

- Filodendros
  - Monstera deliciosa, Costela de Adão
  - Philodendron sagittifolium, Filodendro
  - Philodendron subincisum, Imbé gigante
  - Xanthosoma blandum, Taioba

- Gengibres
  - Alpinia purpurata
  - Alpinia zerumbet

- Helicônias
  - Heliconia bihai

- Iúcas
  - Furcracea gigantea, Piteira
  - Yucca elephantipes, Yuca elefante
  - Yucca filamentosa, Yuca mansa

- Palmeirinhas
  - Cycas revoluta

- Outras...
  - Dietes bicolor